# Panchen-lama
El Panchen-lama (en tibetà པན་ཆེན་བླ་མ, "gran erudit" —contracció de pandita o "erudit" en sànscrit i chenpo, "gran" en tibetà—) és el títol de lama més elevat després del de dalai-lama en la branca gelugpa del budisme tibetà (branca que va dominar l'oest del Tibet des del segle xvi fins a la imposició de la sobirania xinesa el 1951). La successió de panchen-lames forma un llinatge de reencarnacions (tulku) que es diu que són les encarnacions del buda Amitabha. Els panchen-lames viuen tradicionalment al monestir de Tashilhunpo, a Xigaze.